# 埃比尼澤 (紐約州)
埃比尼澤（英語：Ebenezer）是位於美國紐約州伊利縣的非建制地區。

## 歷史
埃比尼澤的郵局於1863年設立，其後於1950年停運。

## 地理
埃比尼澤所處的海拔為高於海平面195米（即640英呎），而該地所採用的時區為UTC-5，即北美东部时区（EST）。同時該地設有夏令時間，為UTC-5調快一小時，即UTC-4（EDT）。